# 福拉達 (明尼蘇達州)
福拉達（英語：Forada）是一個位於美國明尼蘇達州道格拉斯縣的城市。

## 人口
根據2020年美國人口普查的數據，福拉達的面積為1.41平方千米，當中陸地面積為1.39平方千米，而水域面積為0.02平方千米。當地共有人口170人，而人口密度為每平方千米121人。